# Asz-Szajch Abd Allah
Asz-Szajch Abd Allah – miejscowość w Egipcie, w muhafazie Al-Minja, w dystrykcie Samalut. W 2006 roku liczyła 5896 mieszkańców.